# Comisión Nacional de Investigación y Desarrollo Aeroespacial
Comisión Nacional de Investigación y Desarrollo Aeroespacial (CONIDA) är Perus myndighet ansvarig för rymdfart.